# 金沢成奉
金沢 成奉（かなざわ せいほう、1966年11月13日 - ）は、大阪府吹田市出身の日本の高校野球指導者。

## 経歴
小学校3年生から野球を始める。中学校時代から主に二塁手としてプレーし、太成高校では3年時に副キャプテンを務める。3年夏には優勝候補の一角に挙げられていたが当時の監督の不祥事により出場を辞退。この経験から「子供たちを甲子園につれて行きたい」と思うようになり、指導者を志すこととなる。
東北福祉大学に進学後は1年時に肩を脱臼し、手術した影響から3年時からは学生コーチとなる。大学の3学年後輩には金本知憲がいた。
大学卒業後は会社員としての生活を経て、東北福祉大学のコーチを2年間務める。1995年からは青森県の光星学院高校の監督に就任し、春夏通算8度の甲子園出場を果たす。2010年3月30日に監督退任と総監督就任が発表された。2011年夏からは3季連続の準優勝を果たす。2012年8月2日に茨城県の明秀日立高校の監督に同年9月1日付で就任することが発表された。2018年春には同校を春夏通じて初めての甲子園出場に導いている。2022年には同校を夏の甲子園初出場に導いた。

## 著名な教え子

### 光星学院高
- 洗平竜也
- 根市寛貴
- 坂本勇人
- 下沖勇樹
- 川上竜平
- 北條史也
- 田村龍弘

### 明秀日立高
- 細川成也
- 増田陸

## 著書
- 野球で人生は変えられる〜明秀日立・金沢成奉監督の指導論〜（2022年8月23日、日本文芸社、ISBN 978-4537220216）